# Джордж Гадлі
Джордж Гадлі (12 лютого 1685 — 28 червня 1768) — англійський юрист і аматор-метеоролог, який запропонував атмосферний механізм, за допомогою якого підтримуються пасати, який тепер названий на його честь циркуляцією Гадлі. Як ключовий фактор у забезпеченні того, щоб європейські вітрильники досягли берегів Північної Америки, розуміння пасатів ставало справою дуже важливою на той час. Хедлі був заінтригований тим фактом, що вітри, які по праву мали дмухати прямо на північ, мали яскраво виражену західну течію, і саме цю загадку він мав намір розгадати.
Джордж Гадлі — член Лондонського Королівського Товариства.